# Xina de l'Est
La Xina de l'Est (xinès tradicional: 華東, xinès simplificat: 华东, pinyin: Huádōng) és una regió geogràfica de la Xina que abraça, a nivell provincial, les províncies Fujian, Jiangsu, Jiangxi, Shandong i Zhejiang i la municipalitat de Xangai i s'estén per la costa est de la Xina.
La República Popular de la Xina considera que l'illa de Taiwan i els seus illots propers formen la província de Taiwan, que actualment està governada per la República de la Xina, un país tècnicament independent encara que no reconegut.
Taiwan també administra diversos illots de la província de Fujian considerats propis per la República Popular.

## Divisions administratives

### Províncies
| Nom      | Xinès (S) | pinyin   | Abreujament | Capital  | Xinès | pinyin   | Llista de divisions administratives |
| -------- | --------- | -------- | ----------- | -------- | ----- | -------- | ----------------------------------- |
| Anhui    | 安徽      | Ānhuī    | 皖 wǎn      | Hefei    | 合肥  | Héféi    | Divisions a nivell comarcal         |
| Fujian   | 福建      | Fújiàn   | 闽 mǐn      | Fuzhou   | 福州  | Fúzhōu   | Divisions a nivell comarcal         |
| Jiangsu  | 江苏      | Jiāngsū  | 苏 sū       | Nankín   | 南京  | Nánjīng  | Divisions a nivell comarcal         |
| Jiangxi  | 江西      | Jiāngxī  | 赣 gàn      | Nanchang | 南昌  | Nánchāng | Divisions a nivell comarcal         |
| Shandong | 山东      | Shāndōng | 鲁 lǔ       | Jinan    | 济南  | Jǐnán    | Divisions a nivell comarcal         |
| Zhejiang | 浙江      | Zhèjiāng | 浙 zhè      | Hangzhou | 杭州  | Hángzhōu | Divisions a nivell comarcal         |

### Municipalitats
| Nom    | Xinès (S) | pinyin   | Abreujament | Divisions a nivell comarcal |
| ------ | --------- | -------- | ----------- | --------------------------- |
| Xangai | 上海      | Shànghǎi | 沪 hù       | Divisions administratives   |